# غیب‌علی
غیب‌علی، روستایی از توابع بخش مرکزی شهرستان شاهین‌دژ در استان آذربایجان غربی ایران است. زبان گفتاری مردم این روستا کردی سورانی بالهجهٔ مکریانی می‌باشد.

## جمعیت
این روستا در دهستان محمودآباد قرار دارد و براساس سرشماری مرکز آمار ایران در سال ۱۳۸۵، جمعیت آن ۹۳ نفر (۱۹ خانوار) بوده‌است.